# Jean-Baptiste Simon
Jean-Baptiste Simon SI (chiń. 蘇建章; ur. 20 grudnia 1846 w Issé, zm. 10 lub 18 sierpnia 1899 w Szanghaju) – francuski duchowny rzymskokatolicki, jezuita, misjonarz, wikariusz apostolski Jiangnanu.

## Biografia
W 1868 wstąpił do Towarzystwa Jezusowego. W 1882 otrzymał święcenia prezbiteriatu i został kapłanem swojego zakonu.
7 stycznia 1899 papież Leon XIII mianował go wikariuszem apostolskim Jiangnanu oraz biskupem tytularnym circesiumskim. 25 czerwca 1899 w Szanghaju przyjął sakrę biskupią z rąk wikariusza apostolskiego Południowo-Wschodniego Zhili Henriego-Josepha Bulté SI. Współkonsekratorami byli wikariusz apostolski Zhejiangu Paul-Marie Reynaud CM oraz wikariusz apostolski Wschodniego Hubei Vincenzo Epiphane Carlassare OFMRef.
Niedługo później, 10 lub 18 sierpnia 1899, zmarł.